# SAIC Motor
SAIC Motor Corporation Limited (tudi SAIC, v preteklosti Shanghai Automotive Industry Corporation) je največji kitajski proizvajalec motornih vozil. Podjetje je v lasti kitajske vlade, sedež je v Šanghaju, Kitajska. SAIC je poleg Chang'an Motors, FAW Group in Dongfeng Motor en izmed "velikih štirih" kitajske avtomobilske industrije. SAIC ima v lasti tudi britansko blagovno znamko MG Motor in kitajskega proizvajalca luksuznih vozil Roewe. 
Leta 2014 so zgradili več kot 4,5 milijona enot.